# Silas Mouritzen
Josva Silas Abia Mouritzen (* 6. Februar 1903 in Illukasik; † unbekannt) war ein grönländischer Landesrat.

## Leben
Silas Mouritzen war der Sohn des eingewanderten Tunumeers Sem (Saĸatsiaĸ) (1875–?) und seiner Frau Eunike (1880–?). Seine Eltern stammten aus der Herrnhuter Brüdergemeine. Am 26. September 1925 heiratete er in Nuuk bei Nanortalik die Witwe Kristiane Heinrichsen verw. Kvania (1896–?), Tochter von Joab (1861–?) und Agatha (1863–?).
Silas Mouritzen war in den 1940er Jahren Jäger in Aappilattoq. Von 1948 bis 1950 vertrat er Ferdinand Knudsen im südgrönländischen Landesrat.